# NGC 5372
NGC 5372 este o galaxie spirală situată în constelația Ursa Mare. A fost descoperită în 24 aprilie 1789 de către William Herschel. Se află la o distanță de 29,2 de megaparseci de Pământ.